# MGallery
MGallery Hotel Collection (anciennement MGallery by Sofitel) est une marque du groupe AccorHotels fondée en 2008. Elle se place dans la gamme entre les enseignes Mercure et Sofitel.

## Historique
La chaîne est fondée en 2008. Le premier établissement à ouvrir sous cette enseigne est le Royal Hôtel Lyon.
Puis sept suivent rapidement dès la première année pour atteindre une centaine au milieu de la décennie suivante. La plupart des hôtels appartiennent déjà à Accor, sous enseigne Mercure ou Sofitel, qui les reclasse. Contrairement aux chaînes standardisées, chaque établissement se distingue par son emplacement, son histoire ou son design et restent souvent de petite capacité (150 chambres environ).
124 chambres ouvrent sous cette marque après la rénovation en 2014 de la piscine Molitor.

## Quelques hôtels dans le monde
- Century Old Town (Prague)[5].
- Médina Essaouira Hôtel[6]
- Hôtel Molitor Paris[4]
- La Cour des Consuls (Toulouse)[7]

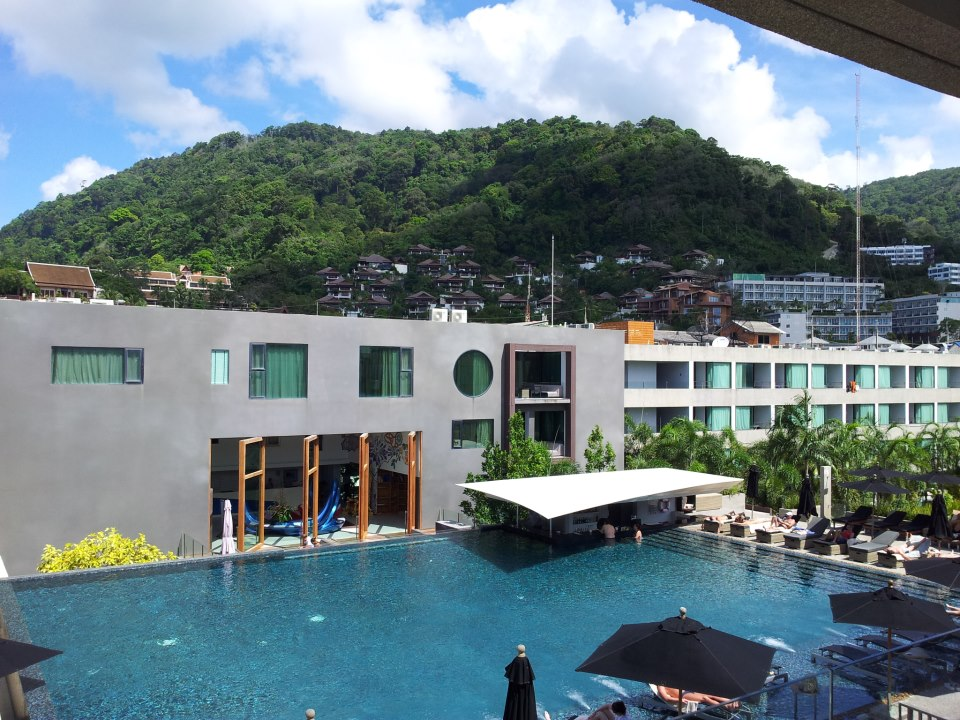
B-Lay Tong Phuket, un hotel MGallery.

- Harbour Rocks Hotel (Sydney), The Como et Hotel Lindrum (Melbourne)[8].
- Brick Hotel Buenos Aires[9].
- St Ermin's (Londres)[10].
- Hôtel Nemzeti (Budapest)[11].
- Regina Biarritz Hotel & Spa MGallery sous l'enseigne depuis le milieu des années 2010.
- Cures Marines à Trouville-sur-Mer, ouvert en 1912, fermé en 1999 puis abandonné, il ouvre sous l'enseigne MGallery en avril 2015[3].
- Grand Hôtel de Cabourg[3].
- INK à Amsterdam, ancien siège et imprimerie du journal De Tijd[3].
- Jules-César à Arles, décoré par Christian Lacroix, un ancien couvent de carmélites datant du XVIIe siècle[3]. Ouvert en 1928 en tant qu'hôtel, il est exploité durant un temps par le groupe Maranatha[12], il passe sous l'enseigne dans les années 2010 après rénovation, et décoration par le couturier[13],[14],[15].
- Kyoto Yura Hotel MGallery, premier hôtel MGallery au Japon[16].
- Hôtel de la Cité de Carcassonne[17]
- Hôtel Parc-Beaumont (Pau)[18]